# مصطفی یکتااوغلو
مصطفی یکتااوغلو (به ترکی استانبولی: Mustafa Yektaoğlu) (زاده ۱۹۵۱ در نیکوزیای شمالی) پزشک، سیاست‌مدار و دو دوره نماینده مجلس به سال‌های ۲۰۰۵ و ۲۰۰۹، معاون کنونی مجلس شورای جمهوری ترک قبرس شمالی می‍باشد.